# Bouches-du-Rhône
Bouches-du-Rhône (/ˌbuːʃ djuː ˈroʊn/ BOOSH dew ROHN, francosko [buʃ dy ʁon], lokalno [ˈbuʃə dy ˈʁonə]; okcitansko Bocas de Ròse [ˈbukɔz de ˈʀɔze]; »Ustje Rone«) je departma v južni Franciji. Na severu meji na Vaucluse, na zahodu na Gard in na vzhodu na Var. Na jugu leži Sredozemsko morje. Njegova prefektura in največje mesto je Marseille, druga pomembna mesta pa so Aix-en-Provence, Arles, Martigues in Aubagne.
Marseille, drugo največje mesto v Franciji, ima eno največjih kontejnerskih pristanišč v državi. Velja za najstarejše francosko mesto, ki so ga okoli leta 600 pr. n. št. ustanovili grški naseljenci iz Fokaje. Bouches-du-Rhône je najbolj poseljen departma regije Provansa-Alpe-Azurna obala z 2.043.110 prebivalci od leta 2019. Ima površino 5087 km². Njegova INSEE in poštna številka sta 13.

## Zgodovina
Zgodovina območja je tesno povezana z zgodovino Provanse. Marseille je bil pomembno pristanišče že pred Cezarjevo osvojitvijo Galije. Rimska prisotnost je pustila številne spomenike po departmaju. Pomembni ljudje, rojeni na tem območju, so romantični slikar Camille Roqueplan in njegov brat, novinar in gledališki režiser Nestor Roqueplan.
Bouches-du-Rhône je eden od prvotnih 83 departmajev, ustanovljenih med francosko revolucijo 4. marca 1790. Nastal je iz zahodnega dela nekdanje province Provansa in kneževin Orange, Martigues in Lambesc. Del svojega ozemlja je izgubil leta 1793, vključno z Orangeom in Aptom, ko je bil ustanovljen departma Vaucluse.
Po svoji ustanovitvi je departma močno podpiral francosko revolucijo in do leta 1794 vseboval 90 jakobinskih klubov. Omeniti velja tudi, da je več kot 50 % duhovnikov v departmaju sprejelo civilno ustavo duhovščine, ki je dejansko podredila cerkev vladi. Med prevlado francoske komunistične stranke v 20. stoletju so rezultati volitev pokazali, da je podpora levičarski politiki tam ostala relativno močna, zlasti v severnem predmestju Marseilla.

## Geografija

### Naravne regije
Departma je del sedanje regije Provansa-Alpe-Azurna obala. Obdajajo ga departmaji Gard na zahodu, Vaucluse na severu in Var na vzhodu ter Sredozemsko morje na jugu. Delta reke Rone tvori obsežno močvirnato območje, imenovano Camargue, v jugozahodnem delu departmaja. Predor Rove, najdaljši kanalski predor na svetu od Marseilla do Étang de Berre, kot tudi manjši kanali zahodneje so omogočali prevoz po vodnih poteh od Marseilla do Rone do leta 1963, ko so predor Rove zaprli za promet.
Bouches-du-Rhône meji na reki Rona na zahodu in Durance na severu. Rona se južno od Arlesa deli na Veliko in Malo Rono; območje med njima tvori Camargue. Glavne gore departmaja so masiv Sainte-Baume (1042 metrov), Montagne Sainte-Victoire (1011 metrov), masiv Garlaban in Alpilles.

### Seizmična aktivnost
Departma Bouches-du-Rhône je znan tudi po svoji potresni dejavnosti: najbolj izpostavljeni sta okrožji cone II ("povprečna potresna aktivnost") Lambesc Peyrolles-en-Provence in Salon-de-Provence.
Območja Ib ("nizka potresna aktivnost"), vključno s kantoni Aix-en-Provence, Trets Eyguières, Orgon, Berre-Pond, Istres, Istres-sever in jug, in območja Ia ("zelo nizka potresna aktivnost"), vključno z drugimi kantoni v okrožju Aix-en-Provence, Arles-vzhod, Châteaurenard, Saint-Rémy-de-Provence, Marignane, Martigues-vzhod in Roquevaire-zahod, so najmanj izpostavljeni. Cona 0 ("zanemarljiva seizmična aktivnost") vključuje preostali del oddelka.

### Podnebje
Departma ima sredozemsko podnebje s kontrastnimi temperaturami v območju 15 stopinj. Padavine so neredne, le v 65 dneh na leto pade več kot 1 mm dežja. Vendar pa pade v nenadnih nalivih, s povprečno 500–700 milimetri letno. To se zgodi predvsem spomladi in jeseni; poletje je zelo vroče, zima mila. Močni vetrovi so pogosti, zlasti slavni maestral, ki piha 100 dni na leto z največjo hitrostjo 100 km/h. Obala je bolj suha, zlasti ob Côte Bleue, Calanques in zalivu La Ciotat, ki vključujejo nekatera najbolj suha območja v Franciji, s samo 450 mm (18 in) dežja na leto. Višja območja prejmejo več padavin in nižje temperature. Regija Arc v notranjosti je precej hladnejša od drugih območij, pozimi z močnimi zmrzali.

### Glavna mesta
Najbolj naseljena občina je prefektura Marseille. Od leta 2019 je 14 občin z več kot 20.000 prebivalci:
| Commune             | Population (2019) |
| ------------------- | ----------------- |
| Marseille           | 870.731           |
| Aix-en-Provence     | 145.133           |
| Arles               | 50.454            |
| Martigues           | 48.574            |
| Aubagne             | 47.535            |
| Salon-de-Provence   | 45.386            |
| Istres              | 43.626            |
| La Ciotat           | 35.993            |
| Vitrolles           | 33.333            |
| Marignane           | 32.384            |
| Miramas             | 26.428            |
| Les Pennes-Mirabeau | 21.623            |
| Gardanne            | 21.521            |
| Allauch             | 21.372            |

Obstaja še 15 občin z več kot 10.000 prebivalci: Châteauneuf-les-Martigues, Port-de-Bouc, Châteaurenard, Tarascon, Fos-sur-Mer, Bouc-Bel-Air, Berre-l'Étang, Saint-Martin-de-Crau, Auriol,  Rognac, Plan-de-Cuques, Septèmes-les-Vallons, Pélissanne, Trets in Fuveau.

## Kultura
Departma je dobro zastopan v francoski umetnosti. Paul Cézanne je naslikal številne upodobitve Mont Sainte-Victoire. Vincent van Gogh je preživel dve leti v Arlesu in slikal številne prizore na tem območju. Glavni muzeji so Muzej evropskih in sredozemskih civilizacij, Musée de la Faïence de Marseille in Zgodovinski muzej Marseilla.

## Glavne znamenitosti
Glavna turistična mesta so:
- Mesti Marseille in Aix-en-Provence
- Rimski in romanski spomeniki Arlesa
- Camargue in mesto Saintes-Maries-de-la-Mer
- Mlin na veter Alphonsa Daudeta v Fontvieillu
- Les Baux-de-Provence, srednjeveška vas
- Saint-Rémy-de-Provence in ruševine rimskega mesta Glanum
- Tarascon, srednjeveški grad in cerkev
- Salon-de-Provence, Nostradamusovo mesto in ena največjih citadel v Provansi: Château de l'Empéri
- Calanque de Sormiou, Marseille

- Fort Saint-Jean v Marseillu
- Pokrajina blizu Cassisa
- Hiša Gardian v Camargue
- Sredozemska obala v bližini mesta La Ciotat
- Calanque de Sormiou

### Naravne znamenitosti
Reke:
- Rona, ki tvori mejo z departmajem Gard
- Durance, ki tvori mejo z departmajem Vaucluse
- Arc
- Huveaune

Jezera:
- Étang de Berre
- Étang de Vaccarès, v Camargue

Gore:
- gorovje Alpilles
- Calanques med Marseillom in La Ciotatom
- Corniche des Crêtes
- Garlaban
- Mont Puget
- Montagne Sainte-Victoire
- Masiv Sainte-Baume

- Garlaban
- Alpilles
- Calanque
- Montagne Sainte-Victoire